# Alexander Fiévez
Alexander Helenus Johannes Leopoldus Fiévez (Zutphen, 22 juni 1902 – 's-Gravenhage, 30 april 1949) was een Nederlands militair en politicus.
Fiévez was minister van Oorlog in het kabinet-Beel I en daarna kort Tweede Kamerlid. Hij was reeds als officier maatschappelijk actief, onder meer in de katholieke officiersvereniging. In de meidagen van 1940 was hij betrokken bij de verdediging van de Grebbelinie. Als minister was hij (mede)verantwoordelijk voor het uitzenden van dienstplichtigen naar Indonesië. Zijn Dienstplichtwet maakte een actieve Nederlandse rol in de NAVO mogelijk. Na zijn ministerschap was hij tot zijn overlijden vicefractievoorzitter van de KVP.
- Biografisch Portaal: 61191803
- Parlement.com: vg09ll0mxtys
- Virtual International Authority File: 39162238558713810006